# Конституція Української Соціалістичної Радянської Республіки 1919
Конституція Української Соціалістичної Радянської Республіки 1919 — нормативний акт, що закріпляв встановлення радянської форми влади в Україні, перший Основний Закон УСРР. Її редакція російською мовою була затверджена Всеукраїнським з'їздом Рад на засіданні 10 березня 1919 року та прийнята в остаточній редакції Всеукраїнським Центральним Виконавчим Комітетом на засіданні 14 березня 1919 року.
Цей основний закон, як і Конституція РСФРР, ґрунтувався на марксистсько-ленінському уявленні про соціалістичну революцію та диктатуру пролетаріату. Тому він був більшою мірою політичним, ніж правовим документом. Державною формою диктатури пролетаріату Конституція визначала Республіку Рад, де вся повнота державної влади належить трудящим у формі Рад робітничих, селянських і червоноармійських депутатів. Це означало, що Республіка Рад проголошена класовою організацією.

## Історія

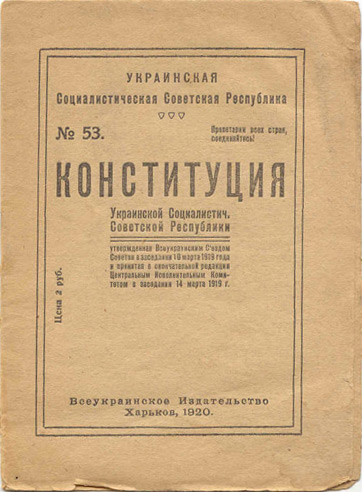
Харківське видання Конституція 1920 року

### Затвердження (1919)
Радянська влада, яка встановлювалася на українських землях, прагнула юридично підтвердити свою прихильність до державної незалежності України. З цією метою почалося обговорення української конституції. Згідно з постановами III з'їзду КП(б)У, що відбувся 1–6 березня 1919 року у Харкові, проєкт першої конституції Української СРР був розроблений Центральним виконавчим комітетом і Радою Народних Комісарів України і схвалений ЦК Компартії України. В основу проєкту Конституції УСРР було покладено Конституцію РСФРР, ухвалену 5-м Всеросійським з'їздом рад 10 червня 1918 року.
6 березня 1919 року у Харкові почав роботу III Всеукраїнський з'їзд Рад. На ранковому засіданні 10 березня було розглянуто і затверджено проєкт Конституції. В обговоренні взяли участь представники трьох найбільших фракцій: більшовиків, боротьбистів і лівих есерів. Боротьбисти та ліві есери намагалися змінити характер Конституції в напрямку більшої демократичності: пропонували замінити статтю про диктатуру пролетаріату; статтю 21 п. а), де встановлювалося, що особи, які використовують найману працю з метою отримання прибутку, позбавляються виборчого права. Проте ці пропозиції відхилила найбільша на з'їзді більшовицька фракція.

Викликала дискусію стаття 4, де мова йшла про можливість об'єднання у Світову Соціалістичну Радянську республіку. Василь Еллан-Блакитний від імені лівого крила боротьбистів запропонував доповнення, яке, на його думку, повинно було гарантувати захист національної культури за умов політичних перетворень. Тому необхідно встановити:

«Повна рівноправність усіх націй, що живуть в Україні, відкидаючи будь-які національні привілеї, усуваючи можливість національної ворожнечі й ставлячи завданням радянської влади сприяння трудящим недорозвинутих націй шляхом піднесення національної культури, до найкращого їхнього розвитку …»

Позиції боротьбистів та лівих есерів щодо державного будівництва в Україні принципово не відрізнялися. Акцентуючи увагу на захисті національної культури, В. Блакитний водночас пропонував доповнити ст. 4 прагненням УСРР знищити «всі державні кордони, які ділять пролетаріат різних країн і націй».
Майже всі зауваження та пропозиції були відхилені більшовиками. Саме з ініціативи бюро комуністичної фракції III Всеукраїнський з'їзд Рад 10 березня 1919 року прийняв першу Конституцію Української Соціалістичної Радянської Республіки. Остаточна її редакція прийнята Всеукраїнським Центральним Виконавчим Комітетом на засіданні 14 березня 1919 року.

### Зміни до Конституції (1925)
У грудні 1922 — липні 1923 року було формально утворено Союз Радянських Соціалістичних Республік (СРСР), до якого увійшла Українська СРР як один з субʼєктів федерації.
10 жовтня 1923 року ВУЦВК утворив Конституційну Комісію для розгляду конституційних питань, що виникають у звʼязку з організацією СРСР, до якої увійшли Голова ВУЦВК Григорій Петровський, Голова Ради народних комісарів УСРР Влас Чубар та його заступник Михайло Фрунзе. Петровський був визначений головою Комісії, а Фрунзе — заступником голови.
У січні 1924 року у Харкові пройшов 8-й Всеукраїнський зʼїзд рад, який ратифікував договір про утворення СРСР та Конституцію СРСР, а також доручив ВУЦВК внести відповідні зміни до Конституції УСРР.
10 травня 1925 року 9-й Всеукраїнський зʼїзд рад доручив ВУЦВК переробити текст Конституції УСРР і подати його на затвердження на наступний зʼїзд рад, щоб відобразити новий статус Української СРР у складі Союзу РСР, утворення у складі УСРР Автономної Молдавської СРР, перехід на 3-ступеневу систему управління (округи та райони замість губерній, повітів та волостей), а також інші зміни, що відбулися у царині державної будівництва упродовж 6 років після ухвалення чинної Конституції. Одночасно, зʼїзд вніс зміни до 14 статей чинної Конституції УСРР (статті 4, 6–18), щоб відобразити вказані зміни.
13 квітня 1927 року 10-й Всеукраїнський зʼїзд рад вирішив, що проєкт нової Конституції потребує попереднього обговорення в місцевих радах та серед широких верств населення, і тому доручив наступній сесії ВУЦВК затвердити нову Конституцію, щоб потім остаточно затвердити її на наступному зʼїзді рад.
15 травня 1929 року 11-й Всеукраїнський зʼїзд рад ухвалив нову редакцію Конституції УСРР, а попередня редакція Конституції так втратила чинність.

## Структура
Конституція містила 4 розділи та 35 статей:
I. Основні постанови (статті 1–5)
II. Конструкція радянської влади
А. Організація центральної влади (статті 6–17)
Б. Організація радянської влади на місцях (статті 18–21)
III. Деклярація прав і обов'язків працюючого і експльоатуємого народу України (статті 22–33)
IV. Про герб і прапор У.С.Р.Р. (статті 34, 35)

## Зміст
Конституція визнавала Українську СРР як державу диктатури трудящих та експлуатованих мас пролетаріату і найбіднішого селянства над їх віковими гнобителями й експлуататорами — капіталістами та поміщиками. Завданням диктатури було забезпечення «переходу від буржуазного ладу до соціалізму шляхом проведення соціалістичних перетворень та систематичного придушення всіх контрреволюційних проявів з боку заможних класів». Конституція проголошувала скасування приватної власності на всі засоби виробництва, у тому числі на землю, закріплення влади тільки за трудящими масами: лише за ними визнавалися політичні права, на них покладався збройний захист завоювань революції. Населення країни, яке використовувало найману працю та жило на нетрудові доходи (зокрема, приватні торгівці, комерційні посередники, ченці й служителі релігійних культів, колишні поліцейські та жандарми), а також засуджені, душевнохворі й божевільні позбавлялися політичних прав.
Конституція заявляла про тверду рішучість УСРР увійти до складу єдиної соціалістичної радянської республіки, як тільки створяться умови для побудови останньої, а також про намір увійти у найтісніший союз з існуючими радянськими республіками. Владу в республіці мали здійснювати ради робітничих, селянських і червоноармійських депутатів. Оголошувалася їх боротьба за перемогу світової комуністичної революції.
Конституція визначала організацію державної влади в центрі та на місцях, розмежування компетенції між різними її органами. До центральних органів влади було зараховано: Всеукраїнський з'їзд рад робітничих, селянських і червоноармійських депутатів, Всеукраїнський центральний виконавчий комітет (ВУЦВК), Рада народних комісарів (РНК). Вищою владою конституція оголошувала Всеукраїнський з'їзд Рад, який скликався не рідше, ніж двічі на рік, а в період між з'їздами — ВУЦВК. До виключної компетенції ВУЦВК належало, зокрема, формування РНК, питання про кордони, зовнішні відносини, збройні сили, визначення напрямів розвитку народного господарства. Усі центральні органи наділялися законодавчими правами. До органів радянської влади на місцях було зараховано ради робітничих, селянських і червоноармійських депутатів, губернські, повітові й волосні з'їзди рад та обрані ними виконавчі комітети. Строки й порядок виборів, норми представництва, внутрішньої організація цих органів, розмежування компетенції влади між ними, а також із центральними органами встановлювалися ВУЦВК.
До Конституції входив пристосований до УСРР текст Декларації прав трудящого та експлуатованого народу, затверджений 3-м Всеросійським з'їздом рад 18 січня 1918 року. Останній розділ конституції встановлював герб та прапор УСРР.

### Мова тексту
Офіційний проєкт та остаточна редакція Конституції були написані російською мовою, оскільки видання «Збори узаконень і розпоряджень Робітничо-селянського уряду України» виходило до 1920 року російською мовою. Переклади містили істотні помилки. Так, у харківському виданні 1920 року в статті 4, де йдеться про намір УСРР увійти до складу єдиної світової соціалістичної Радянської Республіки, пропущене слово «світова». Стаття 21 «Про позбавлення виборчого права і права бути обраним …» містить ряд неточностей порівняно з російським оригіналом, щодо переліку соціальних верств, які позбавляються активного виборчого права.